# Paul Norris
Paul Leroy Norris (* 26. April 1914 in Greenville, Ohio; † 5. November 2007 in Oceanside, Kalifornien) war ein US-amerikanischer Comiczeichner. Norris wurde vor allem bekannt als Co-Schöpfer der Comicfigur Aquaman.

## Leben und Arbeit
Norris wuchs im US-Bundesstaat Ohio auf. 1934, während der Weltwirtschaftskrise, begann er am Midland Lutheran College in Fremont, Nebraska, zu studieren, wo er als künstlerischer Leiter der Redaktion des Campusjahrbuchs The Warrior erste Erfahrungen als halbprofessioneller Zeichner sammelte.
Nach verschiedenen Übergangsjobs, unter anderem bei einer Montagefabrik für Elektromotoren in Dayton, Ohio, schrieb Norris sich an der Dayton Art Institute School ein, wo er eine Ausbildung zum akademischen Zeichner absolvierte. Dort lernte er auch seine spätere Ehefrau Ann († 2000) kennen, die er 1939 heiratete. Aus der Ehe gingen später zwei Söhne, Michael und Paul Jr. hervor.
Ende der 1930er Jahre wurde Norris Illustrator und Cartoonist bei der Tageszeitung Dayton Daily News.
1940 zog Norris gemeinsam mit seiner Frau nach New York City, wo er die Reihen „Futureman“, „Power Nelson“ und „Yank and Doodle“ für den Verlag Prize Publications entwickelte. Seine älteste identifizierte Arbeit war dabei das Heft Prize Comics #6 vom August 1940.
1941 begann Norris als Zeichner für den Verlag DC-Comics (der damals noch als National Comics bzw. All-American Comics) zu arbeiten. Während seiner Zeit bei DC legte Norris schließlich seine bis heute bekannteste Arbeit vor, als er gemeinsam mit dem Autor Mort Weisinger die Figur des schneidigen Unterwasser-Superhelden Aquaman schuf, der in den vergangenen knapp siebzig Jahren in einigen hunderten Comicgeschichten, sowie als Spielzeug, Lunchbox und Ähnliches und sogar in einer Zeichentrickserie vermarktet wurde. Die erste publizierte Aquaman-Geschichte, The Submarien Strikes, die ebenfalls von Norris und Weisinger gestaltet wurde, erschien dabei im November 1941 in More Fun Comics #73. Eine weitere Serien für die Norris bei DC zeichnete waren die Adventure Comics.
Während des Zweiten Weltkrieges arbeitete Norris zunächst als Militäringenieur. Aufgrund einer Zeichnung, die er für eine Armeezeitung beisteuerte, fiel er dem Lieutenant General Simon B. Buckner junior, auf, der ihn in die Propagandaabteilung seiner Heeresgruppe holte. Dort gestaltete Norris Flugblätter, die die US-Luftwaffe in der späteren Kriegsphase über japanischen Städten abwarf, in denen japanische Soldaten dazu aufgefordert wurden überzulaufen/ sich den US-Streitkräften zu ergeben. Norris Partner bei der Gestaltung der Flugblätter war der japanische Kriegsgefangene George Totari, der vor dem Krieg Journalist einer englischsprachigen Zeitung in Japan gewesen war.
Nach dem Krieg war Norris zunächst erneut für das King Features Syndicate tätig. 1948 übernahm er die Zeichnungen für die Sonntagsgeschichte der Reihe Jungle Jim, einem von Alex Raymond geschaffenen, im afrikanischen Dschungel spielenden Abenteuercomicstrip. In den frühen 1950er Jahren war Norris für den Verlag Dell Comics tätig, für den er die Serien Tom Corbett, Space Vadet und Jungle Jim zeichnete.
1952 übernahm Norris als Nachfolger von Clarence Gray den Science-Fiction-Comic-Strip „Brick Bradford“, dass er hinfort, ohne Unterbrechung, für fünfunddreißig Jahre, bis zu seiner Pensionierung 1987 gestaltete. 
In den 1970er Jahren zeichnete Norris zusätzlich zu seinen Arbeiten an „Brick Bradford“ Geschichten für die, im Programm des Verlages Gold Key Comics erscheinenden, Comicserien Tarzan und Magnus – Robot Fighter. Ebenfalls für Gold Key schufen Norris und der Autor Gaylor DuBois die Abenteuer-Comicserie The Jungle Twins, die zwischen April 1972 und November 1975 insgesamt siebzehn Ausgaben erreichte. Für Marvel Comics zeichnete Norris 1978 die humoristische Geschichte „Now You See Them...“ um die Hanna-Barbera-Figuren Yogi Bear und Scooby Doo, die in dem Comicheft Laff-A-Lympics #10 erschien. Norris letzte publizierte Arbeit als Zeichner erschien 1987 in der Form eines Beitrags für das Poster History of the DC Universe. 
Seinen Ruhestand verbrachte Norris, gemeinsam mit seiner Ehefrau, in Oceanside in Kalifornien.
| Personendaten    | Personendaten                           |
| ---------------- | --------------------------------------- |
| NAME             | Norris, Paul                            |
| ALTERNATIVNAMEN  | Norris, Paul Leroy (vollständiger Name) |
| KURZBESCHREIBUNG | US-amerikanischer Comiczeichner         |
| GEBURTSDATUM     | 26. April 1914                          |
| GEBURTSORT       | Greenville, Ohio                        |
| STERBEDATUM      | 5. November 2007                        |
| STERBEORT        | Oceanside, Kalifornien                  |